# Districtul Chamni
Chamni (în thailandeză ชำนิ) este un district (Amphoe) din provincia Buriram, Thailanda, cu o populație de 33.646 de locuitori și o suprafață de 243,1 km².

## Componență
Districtul este subdivizat în 6 subdistricte (tambon), care sunt subdivizate în 64 de sate (muban).
| Nr. | Nume        | În thailandeză | Sate | Locuitori |  |
| --- | ----------- | -------------- | ---- | --------- |  |
| 1.  | Chamni      | ชำนิ            | 8    | 4,644     |  |
| 2.  | Nong Plong  | หนองปล่อง       | 10   | 5,480     |  |
| 3.  | Mueang Yang | เมืองยาง        | 14   | 7,248     |  |
| 4.  | Cho Phaka   | ช่อผกา          | 13   | 6,856     |  |
| 5.  | Laluat      | ละลวด          | 11   | 5,759     |  |
| 6.  | Khok Sanuan | โคกสนวน        | 8    | 3,659     |  |